# Basil Iorgulescu
Basil (Bazil) Iorgulescu (n. 1847, Câmpulung-Muscel – d. 2 august 1904, București) a fost un pedagog, publicist și geograf român care a locuit în municipiul Buzău.
După absolvirea școlii din Câmpulung-Muscel, a urmat un an la „Școala de Medicină Carol Davilla” din București, după care a studiat la Seminarul Central din Dealul Mitropoliei. După absolvire, în anul 1869, a câștigat concursul pentru ocuparea unei catedre în învățământ și a fost numit profesor la  Gimnaziul „Tudor Vladimirescu”, ce tocmai fusese înființat în Buzău.
Având o cultură multilaterală, umanistă și științifică și fiind un bun cunoscător al limbilor clasice, a predat mulți ani latina și filologia comparată, franceza, religia și științele naturii.
În paralel cu activitatea pedagogică, a avut și preocupări extrașcolare, realizând studii de cercetare a ținuturilor buzoiene. Rezultatele cercetărilor sale au stat la baza primului manual de „Geografia județului Buzău”, publicat în 1878.
În 1891 Bogdan Petriceicu Hasdeu l-a propus pentru a fi primit în Academia Română, dar i-a lipsit un singur vot pentru a deveni membru.

## Lucrări publicate
- primul manual de Geografia județului, pentru cl. a II-a primară
- Istoria sacră pentru usul școalelor secundare, 1883;
- Harta județului Buzău, a orașului și împrejurimilor (realizată în 1879) publicată la Paris, 1892;
- Planul topografic al orașului Buzău 1881;
- Dicționar geografic, statistic, economic și istoric al județului Buzeu, 1892, București, Stabiliment grafic I.V.Socec, 1892, care a fost premiat de Societatea Geografică Română cu premiul "Ioan Fătu".[4]
- Geografia județului Buzeu pentru usul școlelor primare urbane și rurale, Buzeu, Tipografia Alessandru Georgescu, 1893.

A mai publicat articole despre  evenimentele revoluționare de la 1848 în județul Buzău, despre mănăstirea  Ciolanu, balada Gheorghelaș și obiceiuri de nuntă, un document despre târgul  Buzău la anul 1812.